# 13652 Elowitz
13652 Elowitz è un asteroide della fascia principale. Scoperto nel 1997, presenta un'orbita caratterizzata da un semiasse maggiore pari a 2,2153948 UA e da un'eccentricità di 0,1897354, inclinata di 6,03548° rispetto all'eclittica.